# Pachyotoma ultonica
Pachyotoma ultonica is een springstaartensoort uit de familie van de Isotomidae. De wetenschappelijke naam van de soort is voor het eerst geldig gepubliceerd in 1911 door Carpenter.